# Melique-Xanazariãs
Melique-Xanazariãs (em armênio/arménio:  Մելիք-Շահնազարյաններ) foram um clã feudal armênio que governou em Artsaque (século XVI - c. início do século XIX). Eles descendem da dinastia real dos Dopianos. Os domínios deste ramo eram o gavar de Zote, com a cidade de Grande Masrik, e uma parte do gavar de Gelarcúnia (margem sudeste do lago Sevã). Este clã dos Melique-Xanazariãs de Zote separou-se dos Dopianos no século XV, mas a dinastia adquiriu o direito de herdar o título de melique apenas durante o reinado do filho de Meliquebeque, Xanazar I, o Grande (governou entre 1580 e 1606). Xanazar I travou repetidamente batalhas vitoriosas contra as invasões do Império Otomano e as tribos invasoras do Cáucaso e gozou de grande prestígio na corte do Xá Abas I. Por ordem deste último, os direitos de melique de Xanazar I foram legalizados e a dinastia recebeu o seu nome. Entre os seus sucessores, Camalbeque (primeira metade do século XVII ), Astvatapov (metade do século XVII), Meliquebeque (segunda metade do século XVII), Melique-Xanazar II (último quartel do século XVII) foram agraciados com o título de melique.